# Équipe d'Italie de rugby à XV à la Coupe du monde 2007
L'équipe d'Italie a terminé troisième de poule et n'a pas participé à la phase finale de la Coupe du monde de rugby 2007.
La sélection italienne dispute la Coupe du monde 2007, organisée par la France, en étant dans la Poule C pour la première phase; elle affronte la Nouvelle-Zélande, l'Écosse, la Roumanie et le Portugal. 

## Les 30 sélectionnés
La liste suivante indique les joueurs retenus pour participer à la coupe du monde 2007. La sélection italienne compte un nouveau capé, le joueur fidjien Manoa Vosawai qui évolue à Overmach Cariparma. Alessandro Troncon dispute sa 4e coupe du monde. Carlo Del Fava était initialement dans la liste des 30 joueurs retenus, mais il a dû déclarer forfait à cause d'une blessure au genou. Il devait être remplacé par Fabio Staibano, mais ce dernier n'a pas été retenu car ses examens médicaux n'étaient pas satisfaisants. Finalement, c'est Del Fava qui a été rappelé.
| Entraîneur | Entraîneur             | Pierre Berbizier                                                           |
| Avants     | Pilier                 | Matías Agüero, Martin Castrogiovanni, Andrea Lo Cicero, Salvatore Perugini |
| Avants     | Talonneur              | Carlo Festuccia, Leonardo Ghiraldini, Fabio Ongaro                         |
| Avants     | Deuxième ligne         | Valerio Bernabo, Marco Bortolami, Carlo Del Fava, Santiago Dellapè         |
| Avants     | Troisième ligne aile   | Robert Barbieri, Mauro Bergamasco, Alessandro Zanni, Manoa Vosawai         |
| Avants     | Troisième ligne centre | Sergio Parisse, Josh Sole                                                  |
| Arrières   | Demi de mêlée          | Pablo Canavosio, Paul Griffen, Alessandro Troncon                          |
| Arrières   | Demi d'ouverture       | Ramiro Pez                                                                 |
| Arrières   | Centre                 | Mirco Bergamasco, Gonzalo Canale, Andrea Masi                              |
| Arrières   | Ailier                 | Ezio Galon, Matteo Pratichetti, Kaine Robertson, Marko Stanojevic          |
| Arrières   | Arrière                | David Bortolussi, Roland de Marigny                                        |

## La Coupe du Monde
L'Italie dispute quatre matches préliminaires dans la Poule C.

### Match 1:Nouvelle-Zélande-Italie: 76-14 (8septembre2007,Stade Vélodrome,Marseille)
Date : 8 septembre 2007

Composition des équipes

Stade : Stade Vélodrome à Marseille ( France)
Arbitre : Wayne Barnes 
Composition des équipes :
Nouvelle-Zélande

Titulaires : Mils Muliaina, Doug Howlett, Conrad Smith, Luke McAlister, Sitiveni Sivivatu, Daniel Carter, Byron Kelleher, Rodney So'oialo, Richie McCaw, Jerry Collins, Ali Williams, Chris Jack, Carl Hayman, Keven Mealamu, Tony Woodcock

Remplaçants : Anton Oliver, Neemia Tialata, Reuben Thorne, Sione Lauaki, Brendon Leonard, Aaron Mauger, Leon MacDonald
Italie

Titulaires : Salvatore Perugini, Fabio Ongaro, Martin Castrogiovanni, Santiago Dellapè, Marco Bortolami, Alessandro Zanni, Mauro Bergamasco, Sergio Parisse, Alessandro Troncon, Roland de Marigny, Marko Stanojevic, Mirco Bergamasco, Andrea Masi, Kaine Robertson, David Bortolussi

Remplaçants : Carlo Festuccia, Andrea Lo Cicero, Valerio Bernabo, Manoa Vosawai, Paul Griffen, Gonzalo Canale, Ezio Galon
Points marqués :
Nouvelle-Zélande : 11 essais par Mc Caw (2e, 7e), Howlett (12e, 56e, 58e), Muliaina (15e), Sivivatu (18e, 29e), Jack (50e), Collins (67e,69e)
9 transformations par Carter (3e, 8e, 13e, 16e, 19e, 50e, 57e), McAlister (68e,70e), 1 pénalité de Carter (11e)
Commentaire:
L'équipe de Nouvelle-Zélande frappe très fort en inscrivant 14 points en dix minutes. Le capitaine Richie McCaw montre l'exemple en inscrivant deux essais, transformés dans la foulée par l'ouvreur Carter. À la mi-temps, le score est de 43-7 en faveur des All Blacks. De retour des vestiaires, le rouleau-compresseur néo-zélandais ne baisse pas son régime et aggrave un peu plus le résultat, malgré un sursaut d'orgueil des transalpins dans les dix dernières minutes. Score final: 76-14 en faveur de la Nouvelle-Zélande, avec le point de bonus offensif.

### Match 2:Italie-Roumanie: 24-18 (12septembre2007,Stade Vélodrome,Marseille)
Date : 12 septembre 2007

Composition des équipes

Stade : Stade Vélodrome, Marseille ( France)
Arbitre : Tony Spreadbury 
Composition des équipes :
Italie

Titulaires : 15 David Bortolussi, 14 Kaine Robertson, 13 Gonzalo Canale, 12 Mirco Bergamasco, 11 Marko Stanojevic, 10 Ramiro Pez, 9 Paul Griffen, 8 Sergio Parisse, 7 Mauro Bergamasco, 6 Josh Sole, 5 Marco Bortolami, 4 Santiago Dellape', 3 Martin Castrogiovanni, 2 Carlo Festuccia, 1 Andrea lo Cicero

Remplaçants : 16 Leonardo Ghiraldini, 17 Matias Aguero, 18 Valerio Bernabo', 19 Manoa Vosawai, 20 Alessandro Troncon, 21 Ezio Galon, 22 Roland de Marigny
Roumanie

Titulaires : 15 Iulian Dumitras, 14 Catalin Fercu, 13 Csaba Gal, 12 Romeo Gontineac, 11 Gabriel Brezoianu, 10 Ionut Dimofte, 9 Lucian Sirbu, 8 Ovidiu Tonita, 7 Alexandru Manta, 6 Florin Corodeanu, 5 Cristian Petre, 4 Sorin Socol (cap.), 3 Bogdan Balan, 2 Marius Tincu, 1 Petrisor Toderasc

Remplaçants : 16 Razvan Mavrodin, 17 Cezar Popescu, 18 Cosmin Ratiu, 19 Alexandru Tudori, 20 Valentin Calafeteanu, 21 Ionut Tofan, 22 Dan Vlad 
Points marqués :
Italie : 1 essai de Dellape et 1 essai de pénalité, 1 transformation de Pez, 4 pénalités de Pez

### Match 3:Italie-Portugal: 31-5 (19septembre2007,Parc des PrincesParis)
Date : 19 septembre 2007

Composition des équipes

Stade : Parc des Princes Paris ( France)
Arbitre : Marius Jonker 
'Homme du match : José Pinto 
Rapport officiel : Statistiques
Composition des équipes :
Italie

Titulaires : 1 Andrea Lo Cicero, 2 Leonardo Ghiraldini, 3 Martin Castrogiovanni, 4 Carlo Del Fava, 5 Marco Bortolami (cap.), 6 Sergio Parisse, 7 Mauro Bergamasco, 8 Manoa Vosawai, 9 Alessandro Troncon, 10 Roland de Marigny, 11 Matteo Pratichetti, 12 Andrea Masi, 13 Gonzalo Canale, 14 Pablo Canavosio, 15 David Bortolussi

Remplaçants : 16 Fabio Ongaro, 17 Matias Aguero, 18 Salvatore Perugini, 19 Valerio Bernabo, 20 Silvio Orlando, 21 Paul Griffen, 22 Ezio Galon
Portugal

Titulaires : 1 Rui Cordeiro, 2 João Correia, 3 Ruben Spachuk, 4 David Penalva, 5 Gonçalo Uva, 6 Tiago Girão, 7 João Uva, 8 Vasco Uva (cap.), 9 José Pinto, 10 Duarte Cardoso Pinto, 11 António Aguilar, 12 Diogo Mateus, 13 Federico Sousa, 14 David Mateus, 15 Pedro Cabral (en)

Remplaçants : 16 Juan Manuel Muré, 17 Andre Silva, 18 Duarte Figueiredo, 19 Paulo Murinello, 20 Luís Pissarra, 21 Diogo Gama, 22 Gonçalo Foro
Points marqués :
Italie : 3 essais de Masi (3e), M.Bergamasco (71e), Masi (76e), 2 transformations de Bortolussi (4e, 77e), 4 pénalités de Bortolussi (17e, 30e, 40e, 63e)
Dans un Parc des Princes aux forts accents portugais, les Italiens, grands favoris, bafouillent leur rugby et confirment leur mauvais début de compétition. Ils s'imposent difficilement sans prendre le point de bonus offensif, mais s'offrent le droit de disputer la qualification pour les quarts de finale contre l'Écosse lors du dernier match. Les Portugais continuent d'étonner et prouvent que le projet de ramener le nombre de participants de 20 à 16 pour la prochaine édition en Nouvelle-Zélande en 2011 est peut-être une mauvaise idée.
À l'occasion de cette rencontre, Alessandro Troncon qui compte des participations à 4 éditions de Coupe du monde (1995, 1999, 2003, 2007), fête sa 100e sélection en équipe d'Italie.

### Match 4:Écosse-Italie: 18-16 (29septembre2007,Stade Geoffroy-GuichardàSaint-Étienne)
Date : 29 septembre 2007

Composition des équipes

Stade : Stade Geoffroy-Guichard à Saint-Étienne ( France)
Arbitre : Jonathan Kaplan 
Rapport officiel : Statistiques
Composition des équipes :
Écosse

Titulaires : 1 Gavin Kerr, 2 Ross Ford, 3 Euan Murray, 4 Nathan Hines, 5 Jim Hamilton, 6 Jason White (cap.), 7 Allister Hogg, 8 Simon Taylor, 9 Mike Blair, 10 Dan Parks, 11 Chris Paterson, 12 Rob Dewey, 13 Simon Webster, 14 Sean Lamont, 15 Rory Lamont

Remplaçants : 16 Scott Lawson, 17 Craig Smith, 18 Scott MacLeod, 19 Kelly Brown, 20 Chris Cusiter, 21 Andrew Henderson, 22 Hugo Southwell
Italie

Titulaires : 15 David Bortolussi, 14 Kaine Robertson, 13 Gonzalo Canale, 12 Mirco Bergamasco, 11 Andrea Masi, 10 Ramiro Pez, 9 Alessandro Troncon (cap.), 8 Sergio Parisse, 7 Mauro Bergamasco, 6 Josh Sole, 5 Carlo Del Fava, 4 Santiago Dellapè, 3 Martin Castrogiovanni, 2 Carlo Festuccia, 1 Salvatore Perugini

Remplaçants : 16 Fabio Ongaro, 17 Andrea Lo Cicero, 18 Valerio Bernabo, 19 Leonardo Ghiraldini, 20 Paul Griffen, 21 Roland de Marigny, 22 Ezio Galon
Points marqués :
Écosse : 6 pénalités de Paterson (2e, 32e, 35e, 47e, 52e)

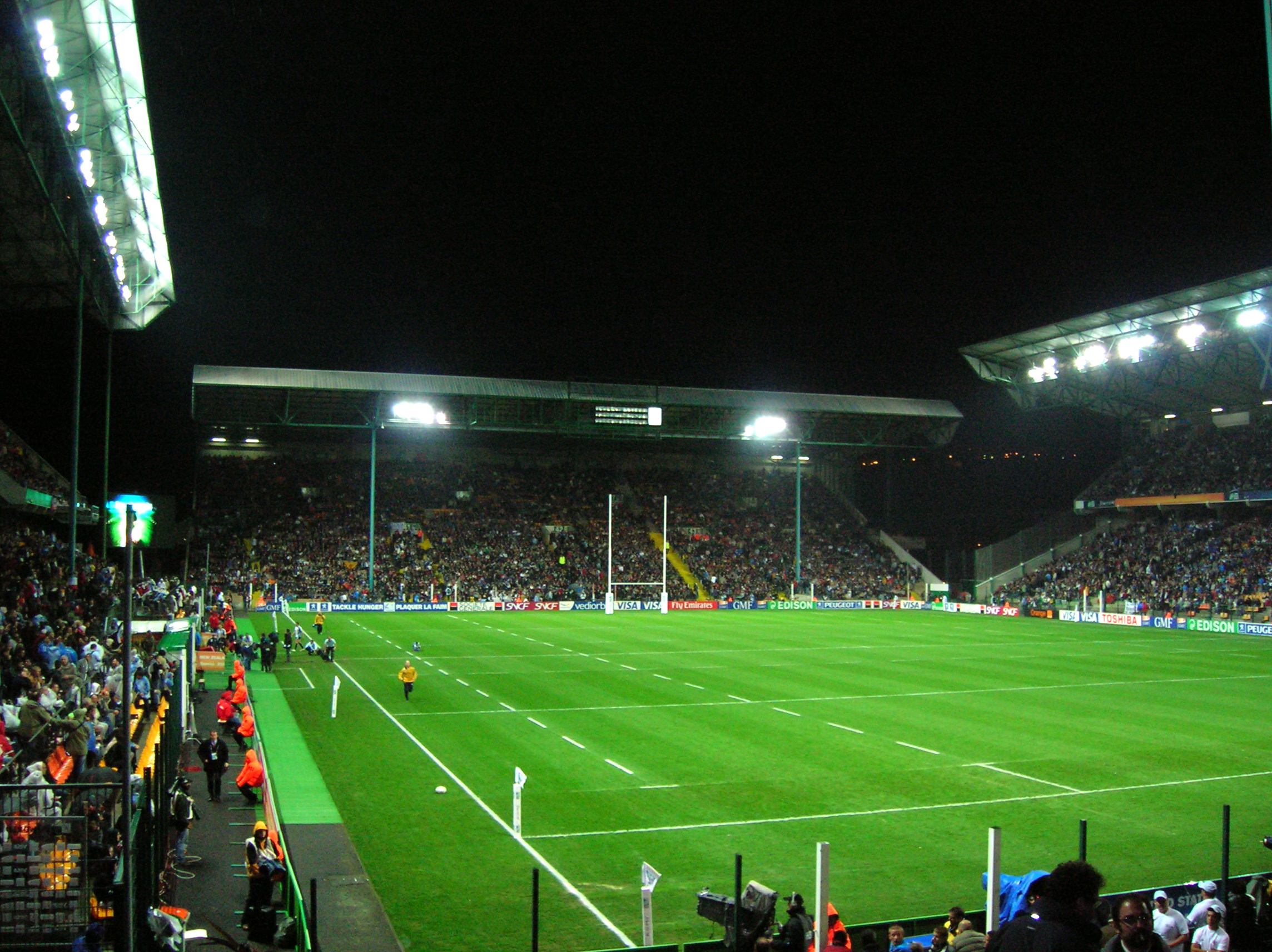

Pour ce match décisif pour la qualification aux quarts de finale, l'équipe d'Italie est privée de son capitaine Marco Bortolami. Elle s'incline de deux points face à une équipe écossaise plus réaliste qui n'a pas marqué d'essai, mais a su inscrire les points qui se présentent. Paterson inscrit les six pénalités qui lui sont offertes. Malgré un essai du vétéran Troncon, qui arrête sa carrière internationale après ce match, les Italiens ne trouvent pas la solution face à des Écossais solides sous la pluie de Saint-Etienne. David Bortolussi, malheureux dans ses coups de pied (3 pénalités réussies sur 6 tentatives seulement), manque la pénalité de la gagne à trois minutes du terme. Pierre Berbizier quitte ses fonctions d'entraîneur du XV d'Italie.

### Classement
| Place | Nation           | Matchs | Matchs   | Matchs | Matchs  | Points | Points | Points     | Essais | Essais | Essais     | Bonus points | Classement points |
| Place | Nation           | joués  | victoire | nul    | défaite | pour   | contre | différence | pour   | contre | différence | Bonus points | Classement points |
| ----- | ---------------- | ------ | -------- | ------ | ------- | ------ | ------ | ---------- | ------ | ------ | ---------- | ------------ | ----------------- |
| 1     | Nouvelle-Zélande | 4      | 4        | 0      | 0       | 309    | 35     | +274       | 46     | 4      | +42        | 4            | 20                |
| 2     | Écosse           | 4      | 3        | 0      | 1       | 116    | 66     | +50        | 14     | 8      | +6         | 2            | 14                |
| 3     | Italie           | 4      | 2        | 0      | 2       | 85     | 117    | -32        | 8      | 14     | -6         | 1            | 9                 |
| 4     | Roumanie         | 4      | 1        | 0      | 3       | 40     | 161    | -121       | 5      | 22     | -17        | 1            | 5                 |
| 5     | Portugal         | 4      | 0        | 0      | 4       | 38     | 209    | -171       | 4      | 29     | -25        | 1            | 1                 |

## Meilleurs marqueurs d'essais italiens
1. Andrea Masi, 2 essais
2. Mauro Bergamasco, Mirco Bergamasco, Santiago Dellapè, Marko Stanojevic, Alessandro Troncon, essai de pénalité, 1 essai

## Meilleur réalisateur italien
1. David Bortolussi, 29 points
2. Ramiro Pez, 14 points
3. Andrea Masi, 10 points
4. Mauro Bergamasco, Mirco Bergamasco, Santiago Dellapè, Marko Stanojevic, Alessandro Troncon, essai de pénalité, 5 points

10. Roland de Marigny, 2 points.